# مات هاندلي
مات هاندلي (بالإنجليزية: Matt Hundley) هو لاعب كرة قدم أمريكي في مركز الهجوم، ولد في 11 مايو 2000 في ليتلتون في الولايات المتحدة. لعب مع ممفيس 901.

## وصلات خارجية
- مات هاندلي على موقع الدوري الأمريكي (الإنجليزية)
- مات هاندلي على موقع قاعدة بيانات كرة القدم.إي يو (الإنجليزية)
- مات هاندلي على موقع Soccerway.com (الإنجليزية)